# Élections européennes de 2004 en Écosse
Des élections européennes de 2004 ont lieu le 10 juin 2004 pour élire 7 des 78 députés européens britanniques.

## Résultats
| Suffrages exprimés         | Suffrages exprimés | Suffrages exprimés | 1 176 817 |             | 7 sièges à pourvoir | 7 sièges à pourvoir |
|                            |                    |                    |           |             |                     |                     |
| Liste                      | Tête de liste      |                    | Suffrages | Pourcentage | Sièges acquis       | Var.                |
| Parti travailliste         | David Martin       |                    | 310 865   | 26,42 %     | 2 / 7               | - 1                 |
| SNP                        | Ian Hudghton       |                    | 231 505   | 19,67 %     | 2 / 7               | =                   |
| Parti conservateur         | Struan Stevenson   |                    | 209 028   | 17,76 %     | 2 / 7               | =                   |
| Libéraux-démocrates        | Elspeth Attwooll   |                    | 154 178   | 13,1 %      | 1 / 7               | =                   |
| Parti vert                 | Chas Booth         |                    | 79 695    | 6,77 %      | 0 / 7               | =                   |
| UKIP                       | Peter Troy         |                    | 78 828    | 6,7 %       | 0 / 7               | =                   |
| Parti socialiste           | Felicity Garvie    |                    | 61 356    | 5,21 %      | 0 / 7               | =                   |
| Vote chrétien              | George Hargreaves  |                    | 21 056    | 1,79 %      | 0 / 7               |                     |
| Parti national britannique | Steven Blake       |                    | 19 427    | 1,65 %      | 0 / 7               | =                   |
| Regarder le vent d'Écosse  | Brendan Hamill     |                    | 7 255     | 0,62 %      | 0 / 7               |                     |
| Indépendant                | Fergus Tait        |                    | 3 624     | 0,31 %      | 0 / 7               |                     |

## Députés européens élus
| Député élu        | Député élu       |
| ----------------- | ---------------- |
|                   | David Martin     |
| Catherine Stihler |                  |
|                   | Ian Hudghton     |
| Alyn Smith        |                  |
|                   | Struan Stevenson |
| John Purvis       |                  |
|                   | Elspeth Attwooll |